# Wiktoria (mitologia)
Wiktoria (łac. Victoria) – rzymska bogini, personifikacja zwycięstwa i militarnej potęgi Imperium Romanum. 
Poświęcone jej sanktuarium znajdowało się na Palatynie. Na rewersach monet rzymskich przedstawiano ją jako uskrzydloną młodą dziewczynę z wieńcem laurowym w ręku. Utożsamiana z grecką Nike, wchłonęła wcześniejsze italskie kulty Vacuny i Vica Poty.
W sali posiedzeń rzymskiego senatu od 29 r. p.n.e. znajdował się ołtarz Wiktorii, wzniesiony przez Augusta, a usunięty w 382 r. n.e. na polecenie chrześcijańskiego cesarza Gracjana.